# Мечников, Илья Ильич
Илья́ Ильи́ч Ме́чников (3 [15] мая 1845, Ивановка, Купянский уезд, Харьковская губерния — 2 [15] июля 1916, Париж) — русский и французский биолог (микробиолог, цитолог, эмбриолог, иммунолог, физиолог и патолог). Почётный член Петербургской АН (1902). Лауреат Нобелевской премии в области физиологии и медицины (1908).
Один из основоположников эволюционной эмбриологии, первооткрыватель фагоцитоза и внутриклеточного пищеварения, создатель сравнительной патологии воспаления, фагоцитарной теории иммунитета, теории фагоцителлы. Выдвинул и развивал одну из первых концепций старения, разработал пробиотическую диету с целью обретения долгой и здоровой жизни, ввёл в обращение сам термин «геронтология». Илью Мечникова называют «отцом теории врождённого иммунитета» (англ. father of innate immunity) и «отцом геронтологии» (хотя с последним, как это часто бывает в науке, ситуация неоднозначна, и порой определение «отец геронтологии» применяется и в отношении других учёных, развивавших исследование старения позднее).
Сторонники продления жизни отмечают день его рождения 15 мая как «День Мечникова» (англ. Metchnikoff Day) и используют в качестве памятной даты для организации различной активности.

## Биография

### Семья
Илья Ильич Мечников родился 3 (15) мая 1845 года в отцовском имении Ивановка Купянского уезда Харьковской губернии, в наши дни Купянский район Харьковской области Украины. Пятый и младший ребёнок гвардейского офицера, помещика Ильи Ивановича Мечникова (1810—1878) и Эмилии Львовны Мечниковой (в девичестве Невахович, 1814—1879). Родителей познакомил брат Эмилии Львовны — сослуживец Ильи Ивановича. «Корнет Мечников Илья Иванович и дочь титулярного советника Невахович Эмилия Львовна» заключили брак 17 апреля 1832 года в Санкт-Петербурге.
По отцовской линии Илья Ильич Мечников происходил из старинного молдавского боярского рода. Мать — Эмилия Львовна Невахович, уроженка Варшавы — дочь известного еврейского публициста и просветителя Льва Николаевича Неваховича (1776—1831), считающегося основателем так называемой русско-еврейской литературы (особенно известна его книга «Вопль дщери иудейской», СПб., 1803). Братья Эмилии Невахович: Михаил Львович Невахович (1817—1850) — карикатурист, издатель первого в России юмористического сборника «Ералаш» (СПб., 1846—1849); Александр Львович Невахович (?—1880) — драматург, заведующий репертуарной частью Императорских театров в 1837—1856 годах. Илья Иванович Мечников был дружен с обоими братьями жены.
Старший брат И. И. Мечникова — Лев Ильич Мечников — анархистский мыслитель и социолог, большую часть жизни проведший в Швейцарии, деятель итальянского движения рисорджименто. Другой старший брат, Иван Ильич Мечников (13 июня 1836 — 1881), служил прокурором Тульского окружного суда, председателем Киевской судебной палаты и стал прототипом героя повести Л. Н. Толстого «Смерть Ивана Ильича» (1886).
Разорившись, Илья Иванович Мечников был вынужден покинуть Санкт-Петербург и поселиться в собственном имении в Ивановке, где в 1843 году родился его сын Николай, а через два года Илья.
Вскоре после рождения И. И. Мечникова семья переехала в более просторный дом в другом конце отцовского имения в Панасовке (того же Купянского уезда), где будущий учёный провёл детские годы. Николай Мечников стал губернским секретарём, а за участие в студенческих беспорядках 1868—1869 года в Харьковском университете был отдан под строгий надзор полиции.
В семье Мечниковых, помимо четырёх сыновей, росла также старшая дочь Екатерина (в браке Яблонская; род. 9 апреля 1833, ум. 1898).
Илья Мечников дважды женился и дважды пытался уйти из жизни. В 1869 году в Петербурге он обвенчался с Людмилой Фёдоровной Федорович. Невеста была настолько слаба из-за туберкулёза, что в церковь, где проходило венчание, её внесли на стуле. Мечников надеялся излечить невесту, и после свадьбы молодожёны отправились в Италию для поправки её здоровья. Но через четыре года Людмила Фёдоровна умерла от туберкулёза на португальской Мадейре. В отчаянии Мечников выпил огромную порцию морфия, но его вырвало.
Через два года после этого Мечников познакомился в Одессе с 16-летней Ольгой Николаевной Белокопытовой, племянницей К. В. Граве и Н. В. Граве, чья семья жила в квартире этажом выше. Она училась в Одесской женской гимназии, и Мечников стал давать ей уроки по зоологии.
Мечников женился во второй раз в 30 лет на 17-летней студентке Ольге.
В 1880 году Белокопытова заразилась брюшным тифом. Мечников ввёл себе бактерии возвратного тифа. Но, тяжело переболев, они оба всё же выздоровели и прожили вместе долгую жизнь.

### Деятельность
В 1856—1862 годах, начиная со второго класса, учился во 2-й Харьковской мужской гимназии (окончил с золотой медалью). В это время вместе с братом Николаем жил в частном пансионе К. И. Шульца в доме № 1 по ул. Рождественской (1856—1858) и во втором этаже дома титулярного советника Г. К. Гвоздикова по Благовещенской улице, 14 (1858—1864). Окончил Харьковский университет (1864).
В Германии открыл новые классы беспозвоночных. Благодаря Н. И. Пирогову специализировался в Германии у Р. Лейкарта и К. Зибольда, изучал эмбриологию беспозвоночных животных в Италии, где познакомился c А. О. Ковалевским. Изучая планарии, открыл в 1865 году феномен внутриклеточного пищеварения. Методами эмбриологии доказал единство происхождения позвоночных и беспозвоночных животных.
С 1867/68 годов — приват-доцент кафедры зоологии, а с 1872 по 1882 год — профессор, зав. кафедрой зоологии и сравнительной анатомии на естественном отделении физико-математического факультета Новороссийского университета, ныне — Одесский национальный университет имени И. И. Мечникова. Защитил в 1867 году в Петербургском университете магистерскую диссертацию, с 1868 — приват-доцент этого университета.
Был рекомендован И. М. Сеченовым на должность профессора Военно-медицинской академии, но был забаллотирован и вместе с вышедшим в отставку в знак протеста И. М. Сеченовым, А. О. Ковалевским, Н. А. Умовым работал в Новороссийском университете в Одессе. Жил в д. 36 на улице Херсонской (ныне — Пастера).
В 1873 году его жена Людмила Васильевна Федорович умерла от туберкулёза, Мечников решил посвятить жизнь борьбе с туберкулёзом. В 1875 году он женился на Ольге Николаевне Белокопытовой (1858—1944), ставшей его помощницей, и открыл важную функцию внутриклеточного пищеварения — фагоцитарный (клеточный) иммунитет. В 1879 году предложил биологический метод защиты растений от вредителей.
Выйдя в отставку в знак протеста против реакционной политики в области просвещения, осуществляемой царским правительством и правой профессурой, организовал в Одессе частную лабораторию, затем (1886, совместно с Н. Ф. Гамалеей) вторую в мире и первую русскую бактериологическую станцию для борьбы с инфекционными заболеваниями (здание сохранилось — улица Льва Толстого, 4).
В 1887 году покинул Россию и переехал в Париж, где ему была предоставлена лаборатория в созданном Луи Пастером институте. Для жены Мечников в начале 1890-х построил художественное ателье на их даче под Парижем, так как жена занималась живописью и скульптурой.
С 1905 года Мечников — заместитель директора этого института. В 1908 году становится лауреатом Нобелевской премии по медицине за работы в области иммунологии.
Проживая до конца жизни в Париже, Мечников не порывал связи с Россией. В 1909 году он приезжает в Россию и встречается с Львом Толстым. В 1911 году он возглавлял экспедицию Института Пастера в очаг чумы в России, при этом сделал важные наблюдения, касающиеся не только чумы, но и туберкулёза. Он систематически переписывался с К. А. Тимирязевым, который привлёк его к работе в антивоенном журнале «Летопись», с И. М. Сеченовым, И. П. Павловым, Н. А. Умовым, Д. И. Менделеевым и др.
Умер в Париже 15 июля 1916 года в возрасте 71 года после нескольких инфарктов миокарда. Илья Мечников завещал своё тело на медицинские исследования с последующей кремацией и захоронением на территории Пастеровского института, что и было выполнено. Кремация состоялась в единственном на тот момент во Франции крематории на кладбище Пер-Лашез, урна с прахом размещена в библиотеке института.
Его жена Ольга после смерти мужа написала книгу воспоминаний о своём супруге и сохранила все его архивы.

### Научная деятельность
Научные труды Мечникова относятся к ряду областей биологии и медицины. В 1879 году открыл возбудителей микозов насекомых.
В 1866—1886 годах Мечников разрабатывал вопросы сравнительной и эволюционной эмбриологии, будучи (вместе с Александром Ковалевским) одним из основоположников этого направления. Предложил оригинальную теорию происхождения многоклеточных животных (см. Фагоцителлы теория).

Обнаружив в 1882 году явления фагоцитоза (о чём доложил в 1883 году на 7-м съезде русских естествоиспытателей и врачей в Одессе), разработал на основе его изучения сравнительную патологию воспаления (1892), а в дальнейшем — фагоцитарную теорию иммунитета («Невосприимчивость в инфекционных болезнях» — 1901; Нобелевская премия — 1908, совместно с П. Эрлихом). Многочисленные работы Мечникова по бактериологии посвящены вопросам эпидемиологии холеры, брюшного тифа, туберкулёза и др. инфекционных заболеваний. Мечников совместно с Э. Ру впервые вызвал экспериментально сифилис у обезьян (1903).
Мечников, обобщая открытые им явления иммунной функции фагоцитоза, практически сразу указал на роль фагоцитов в таких процессах, как атрофия, метаморфоз, репарация, регенерация, воспаление и инфекция. Илья Ильич Мечников утверждал, что полноценный иммунитет может быть гарантирован только при полноценности всех реакций фагоцитоза. При выпадении хотя бы одной из фаз фагоцитоза, вероятно развитие заболевания. Фактически это было первое научное объяснение болезней, возникающих на основе иммунодефицита, то есть на основе «выпадения» одного из механизмов клеточной защиты. Современные иммунологи пришли к этому заключению лишь в конце XX века, столкнувшись с явлением иммунодефицита, возникающего под действием вируса ВИЧ.
Открытие фагоцитоза было положено Мечниковым в основу биологической (фагоцитарной) теории иммунитета, рассматривающей ведущую роль макроорганизма в процессах иммунитета, а также в основу биологической теории воспаления, теории атрофии, а позднее в основу его биологической теории старения.
Вопросы старения занимали значительное место в трудах Мечникова. Он считал, что старость и смерть у человека наступают преждевременно, в результате самоотравления организма микробными и иными ядами. Наибольшее значение Мечников придавал в этом отношении кишечной флоре. На основе этих представлений Мечников предложил ряд профилактических и гигиенических средств борьбы с самоотравлением организма (стерилизация пищи, ограничение потребления мяса, и др.).
Основным средством в борьбе против старения и самоотравления организма человека Мечников считал болгарскую молочнокислую палочку — Lactobacillus bulgaricus. Он первый в мире оценил значение открытия болгарского студента Стамена Григорова. Ещё в 1905 году Мечников, как директор Института Пастера, пригласил молодого болгарина в Париж, чтобы он прочёл лекцию о своём открытии перед светилами микробиологии того времени.
В 1907 году были опубликованы результаты первого в мире медицинского исследования функциональных свойств болгарской палочки и болгарского кислого молока:
Мечников лично повторил исследования Григорова, чтобы убедиться в их состоятельности. В 1908 году, в годовщину французской академии наук, опубликована его статья Несколько слов о кислом молоке. Исследуя вопросы старения и собрав данные по 36 странам, Мечников установил, что самое большое количество «столетников» в Болгарии — 4 на 1000 человек. Он связал это с болгарским йогуртом (в Болгарии его называют кисело мляко — «кислое молоко»). В своих трудах Мечников стал пропагандировать широкой общественности полезность болгарского йогурта. Сам он до конца жизни регулярно употреблял не только кисломолочные продукты, но и чистую культуру болгарской палочки.
Конечной целью борьбы с преждевременной старостью Мечников считал ортобиоз — достижение «полного и счастливого цикла жизни, заканчивающегося спокойной естественной смертью». На основании учения Мечникова об ортобиозе в современной науке сложилось междисциплинарное направление «ортобиотика».
Мечников создал первую русскую школу микробиологов, иммунологов и патологов; активно участвовал в создании научно-исследовательских учреждений, разрабатывающих различные формы борьбы с инфекционными заболеваниями; ряд бактериологических и иммунологических институтов России носит имя Мечникова.
В ранних трудах, посвящённых вопросам дарвинизма (Очерк вопроса о происхождении видов, 1876, и др.), Мечников высказал ряд идей, предвосхитивших современное понимание некоторых вопросов эволюции.

### Философские взгляды
Мечников придерживался атеистических взглядов, несмотря на строгое религиозное воспитание в детстве. Причисляя себя к сторонникам рационализма («Сорок лет искания рационального мировоззрения», 1913), Мечников критиковал религиозные, идеалистические и мистические воззрения.
В ряде работ Мечниковым затронуты общетеоретические и философские проблемы, в том числе проблема смысла человеческой жизни. Главную роль в прогрессе человечества учёный приписывал науке. Мечников полагал, что в будущем наука избавит человека от страха смерти, если сумеет пробудить в нём «инстинкт естественной смерти», который, по мнению учёного, «гнездится в глубине человеческой природы в скрытом состоянии» («Этюды о природе человека. Опыт оптимистической философии», 1903). Прежде всего наука изменит человеческую старость, существенно улучшив, благодаря прогрессу медицины, качество жизни в этом периоде; конечной целью науки будет «продление жизни до момента пресыщения ею и ощущения потребности небытия» («Сорок лет искания рационального мировоззрения», предисловие ко второму изданию, 1914).

## Оценки современников
Вот этот милейший, достойнейший и талантливейший Мечников меня также упрекал, что я мало убил людей. По его теории, которую он после выражал многим, я должен был отдать Петербург, Москву или какую либо губернию в руки революционеров. Затем через несколько месяцев их осадить и взять, причём расстрелять несколько десятков тысяч человек. Тогда бы, по его мнению, революции был положен конец.Сергей Юльевич Витте, Воспоминания, глава 47 «Моя поездка за границу летом 1906 г.»

## Труды
- Академическое собрание сочинений [Текст] / Ред. коллегия: Н. Н. Аничков и др.; Акад. мед. наук СССР. — Москва: [б. и.], 1950—1964. — 16 т.
- История развития Sepiola[51] (магистерская диссертация) / И. И. Мечников. 1867.
- История развития Nebalia : Сравнительно-эмбриологический очерк  / И. И. Мечников. – СПб., 1868. – [2], 48 с.: 2 л. ил.; То же // Зап. Имп. Акад. Наук. — 1868. — Т. 13, прил. № 1.
- Общий очерк паразитической жизни / И. И. Мечников // Природа. — 1873 ; То же // Академическое собрание сочинений. Т. 1: Статьи по зоологии и паразитологии. — М.: Медгиз, 1955.
- Исследование о превращении аксолотлей / И. И. Мечников // Зап. Новорос. о-ва естествоиспытателей. — 1876.
- Исследование о превращении аксолотов / [Соч.] Ил. Мечникова. — [Одесса]: тип. Ульриха и Шульце, [1876]. — 6 с.
- Исследования о развитии планарий / [Соч.] Ил. Мечникова. — Одесса: тип. Ульриха и Шульце, 1877. — [2], 16 с.
- Личинка Anisoplia / И. И. Мечников // Зап. Новорос. о-ва естествоиспытателей. — 1879.
- Болезни личинок хлебного жука / И. И. Мечников. — Одесса, 1879.
- О целебных силах организма / И. И. Мечников // Протоколы съезда естествоиспытателей в Одессе. — 1883.
- О чахотке и бугорчатке: Две публ. лекции, чит. 1 и 8 апр. 1888 г. в Одессе / И. И. Мечников. — Одесса: тип. «Одес. листка», 1888. — 39 с.
- Очерк современных направлений в терапии инфекционных болезней / [Соч.] Ил. Мечникова. — Одесса: тип. Исаковича, 1892. — [2], 25 с.
- Очерк основ учения о серотерапии / [Соч.] проф. И. И. Мечникова. — Санкт-Петербург: К. Л. Риккер, 1896. — 9 с.
- Очерк современного состояния микробиологии холеры / [Соч.] Проф. И. И. Мечникова. — Санкт-Петербург: К. Л. Риккер, 1896. — 13 с.
- Современное состояние вопроса о старческой атрофии / [Соч.] Ил. Мечникова. — Санкт-Петербург: К. Л. Риккер, 1899. — 16 с.
- Об иммунитете: [Докл., сдел. по поручению Организационного ком. на XIII Междунар. врачеб. конгрессе в Париже] / [Соч.] Проф. И. И. Мечникова. — Санкт-Петербург: К. Л. Риккер, 1900. — 12 с.
- Лекции по сравнительной патологии воспаления / И. И. Мечников. — М., 1892 ; 2-е изд. — М., Птг.: Гос. изд-во, 1923 . — 173 с. (также на фр. яз.)[52]
- Клеточные яды: (Цитотоксины) / [Соч.] Проф. И. И. Мечникова. — Санкт-Петербург: К. К. Риккер, 1901. — 18 с.
- Несколько замечаний о воспалении червеообразного отростка / [Соч.] И. И. Мечникова. — [Санкт-Петербург]: тип. Я. Трей, ценз. 1902. — 9 с.
- Невосприимчивость в инфекционных болезнях / И. И. Мечников. — М., 1903 ; Невосприимчивость в инфекционных болезнях / И. И. Мечников. — М. Мндгиз, 1953. — 519 с. — (Академическое собрание сочинений / ред. Н. Н. Жуков-Вережников; Акад. мед. наук СССР; Т. 8). (на фр. яз. 1901).
- Что такое старость?: Публ. лекция: (Пер. с фр.) / Проф. И. Мечников. — Санкт-Петербург: тип. Уч-ща глухонемых, 1905. — 32 с.
- Этюды оптимизма / И. И. Мечников. — 2-е изд. — М., 1909 (на фр. яз. 1907).
- Молочные микробы и польза, приносимая ими здоровью[53] (Ягурт) / И. И. Мечников; Пер. с фр. Л. Ю. Гданского. — Санкт-Петербург: М. П. Петров, книгоизд. «А. Ф. Сухова», 1911 (Псков). — 32 с.: портр. — (Библиотечка «Наше здоровье»)
- Этюды о природе человека / И. И. Мечников. — 4-е изд. — М., 1913 (на фр. яз. 1903)[54].
- Сорок лет рационального мировоззрения / И. И. Мечников. — 2-е изд., испр. и доп. — М.: Науч. слово, 1914. — 333 с. (на фр. яз. 1913).
- Основатели современной медицины. Пастер — Листер — Кох — Москва: Изд. «Научного слова», 1915. — 136 с[55].
- Лекцiи о сравнительной патологiи воспаленiя / И. И. Мечников. — Новое изд. без перемен / под ред. [и с предисл.] проф. Л. А. Тарасевича. — Москва: Природа, 1917. — XVIII, 206 с., 65 ил., 4 л. ил., портр. — (Классики естествознания)

## Награды и звания
- Почётный член Петербургской АН (1902).
- Защитил магистерскую (1867) и докторскую (1868) диссертации в Петербургском университете.
- Профессор Новороссийского университета в Одессе (1870—1882).
- Почётный член Московского университета (1889)[56].
- Почётный член многих[каких?] зарубежных АН, научных обществ и институтов.
- Премия имени К. Бэра (1867)
- Медаль Копли (1906)
- Лауреат Нобелевской премии по физиологии и медицине (1908)
- Медаль Альберта (Королевское общество искусств) (1916)

## Память

### Памятники
В городах Харьков, Днепр, Краматорск установлены памятники учёному.
Именем Мечникова были названы:

### Учреждения
- Северо-Западный государственный медицинский университет в Санкт-Петербурге
- Одесский национальный университет имени И. И. Мечникова
- Научно-исследовательский институт вакцин и сывороток (Москва)
- Уфимский НИИ вакцин и сывороток
- Областная клиническая больница в Днепре[58]
- В СССР имя было присвоено Всесоюзному научному обществу микробиологов и эпидемиологов
- Харьковский НИИ микробиологии и иммунологии им. И. И. Мечникова
- Больница в Санкт-Петербурге в период с 1918 по 1994 год

### Топонимы
- Гора и мыс Мечникова (на острове Кунашир)[59]
- Мыс Мечникова[англ.] в Антарктиде (архипелаг Палмера, 64°04′ ю. ш., 62°32′ з. д., описан в 1909 году французским исследователем Ж. Шарко, им же было присвоено название мысу)[59]
- Проспект Мечникова в Санкт-Петербурге
- Посёлок Мечниково в Калининградской области, Балтийский район
- Посёлок имени И. И. Мечникова в Московской области, Красногорский район (переименован в посёлок Мечниково)
- Улица Мечникова в Коломне
- Улица Мечникова в Днепре
- Улица Мечникова в Петергофе
- Улица Мечникова в Самаре
- Улица Мечникова в Сургуте
- Улица Мечникова в Севастополе
- Улица Мечникова в Нижнем Новгороде
- Улица Мечникова в Муроме
- Улица Мечникова в Нальчике
- Улица Мечникова в Ростове-на-Дону
- Улица Мечникова в Красноярске
- Улица Мечникова в Борисоглебске
- Улица Мечникова в Элисте
- Улица Мечникова в Клину
- Улица Мечникова в Киеве
- Улица Мечникова во Львове
- Улица Мечникова в Тирасполе
- Улица Мечникова в Томске
- Улица Мечникова в Уфе
- Улица Мечникова в Гомеле
- Улица Мечникова в Новокузнецке
- Улица Мечникова и сквер Мечниковский в Одессе
- Улица Мечникова в Волгограде
- Улица Мечникова в Волжском
- Переулок Мечникова в Таганроге
- Станция метро в Киеве в период с 1989 по 1993 год
- Улица Мечникова в Астрахани
- Улица Мечникова в Краснодаре

* Переулок Мечникова в Харькове.

### Мемориальные доски
В память о жизни и деятельности Ильи Мечникова в Одессе установлены мемориальные доски на домах, в которых учёный проживал или работал:
- Главный корпус Одесского национального университета (улица Дворянская, 2).
- Улица Пастера, 36.
- Улица Льва Толстого, 4.

В Харькове Илье Мечникову установлены две мемориальные доски:
- На фасаде здания по улице Университетская,16, где размещался Императорский Харьковский университет.
- На фасаде здания по улице Рождественской, 1

### Прочее
- Турнир юных биологов имени Мечникова (Харьков)
- В 1970 году Международный астрономический союз присвоил имя Мечникова кратеру на обратной стороне Луны.
- В Одесском национальном университет, носящем имя И. И. Мечникова, учреждена именная стипендия для студентов, добившихся высоких результатов в изучении французского языка[60].

### В филателии
- Почтовая марка СССР, 
 1945 год, 30 коп.
- Почтовая марка СССР, 
 1945 год, 1 руб.
- Илья Ильич Мечников. Старое здание Пастеровского института в Париже. Почтовая марка СССР 1963 года
- Почтовая марка СССР (1991): И. И. Мечников (ЦФА [АО «Марка»] #6320; Sc #6000)
- Почтовая марка Украины, 
 2015 год

### В пищевой промышленности
Из пастеризованного молока, сквашенного чистыми культурами молочнокислых стрептококков и болгарской палочки, производят мечниковскую простоквашу. На её изготовление действуют технические условия ГОСТ Р 53505-2009.